# Philonthus fumarius
Philonthus fumarius är en skalbaggsart som först beskrevs av Johann Ludwig Christian Gravenhorst 1806.  Philonthus fumarius ingår i släktet Philonthus, och familjen kortvingar. Arten är reproducerande i Sverige.